# Gregor Maurach
Gregor Maurach (* 3. März 1932 in Ludwigshafen am Rhein) ist ein deutscher Klassischer Philologe (Latinist).

## Leben
Er studierte Klassische Philologie an der Universität Hamburg, wo er bei Ulrich Knoche 1960 mit der Arbeit Gedanken zum Aufbau und der Struktur plautinischer Lieder (Hypomnemata 10/1964) promoviert und 1967 mit der Arbeit Der Bau von Senecas Epistulae Morales (Heidelberg 1970) habilitiert wurde. Nach einer kurzen Zeit als Privatdozent in Hamburg ging er noch 1967 als Professor für Latein an die Universität Pretoria. 1977 kehrte er nach Deutschland zurück und arbeitete als Gymnasiallehrer in Celle, bevor er 1980 an die Technische Universität Braunschweig auf die neu eingerichtete C3-Professur für Lateinische Philologie berufen wurde. 1989 wechselte er an die Universität Osnabrück und wurde dort 1997 emeritiert.

## Schriften (Auswahl)
- Gedanken zum Aufbau und der Struktur plautinischer Lieder. Dissertation, Hamburg 1960.
  - überarbeitete Fassung: Untersuchungen zum Aufbau plautinischer Lieder. Vandenhoeck & Ruprecht, Göttingen 1964 (Digitalisat).
- Untersuchungen zum Aufbau des Senecaischen Briefcorpus (Buch 1–10). Habilitationsschrift, Hamburg 1967.
  - überarbeitete Fassung: Der Bau von Senecas Epistulae morales. Winter, Heidelberg 1970 (Bibliothek der klassischen Altertumswissenschaften. 2. Reihe; N.F., 30).
- Coelum empyreum. Versuch einer Begriffsgeschichte. Steiner, Wiesbaden 1968 (Boethius; 8).
- Plauti Poenulus. Einleitung, Textherstellung und Kommentar. Winter, Heidelberg 1975, ISBN 3-533-02440-7.
  - Neuausgabe unter dem Titel: Der Poenulus des Plautus. Winter, Heidelberg 1988, ISBN 3-533-03893-9.
- Germanicus und sein Arat. Eine vergleichende Auslegung von Vers 1–327 der Phaenomena. Winter, Heidelberg 1978, ISBN 3-533-02651-5.
- Daniel von Morley, „Philosophia“. In: Mittellateinisches Jahrbuch. Band 14 (1979), S. 204–255.
- Enchiridion poeticum. Hilfsbuch zur lateinischen Dichtersprache mit Übungsbeispielen aus Schulautoren. Wissenschaftliche Buchgesellschaft, Darmstadt 1983. 2., verbesserte und vermehrte Auflage 1989, ISBN 3-534-09218-X.
- Seneca: Leben und Werk. Wissenschaftliche Buchgesellschaft, Darmstadt 1991, ISBN 3-534-11028-5. 2., durchgesehene und erweiterte Auflage 1996, ISBN 3-534-13274-2. 3., durchgesehene Auflage mit aktualisierter Bibliografie, ISBN 3-534-15000-7. 4., durchgesehene und mit einem Nachtrag versehene Auflage, ISBN 3-534-15000-7. 6., bibliografisch aktualisierte und mit einem Nachtrag versehene Auflage 2013, ISBN 978-3-534-26273-1.
- Lateinische Dichtersprache. Wissenschaftliche Buchgesellschaft, Darmstadt 1995, ISBN 3-534-12811-7. 2., durchgesehene Auflage 2006, ISBN 3-534-20028-4.
- Lateinische Stilübungen. Ein Lehrbuch zum Selbstunterricht. Wissenschaftliche Buchgesellschaft, Darmstadt 1997, ISBN 3-534-13692-6. 2., überarbeitete Auflage 2006, ISBN 3-534-19673-2. 3., durchgesehene Auflage 2011, ISBN 978-3-534-24593-2. 4., unveränderte Auflage 2015, ISBN 978-3-534-26697-5.
- Methoden der Latinistik. Ein Lehrbuch zum Selbstunterricht. Wissenschaftliche Buchgesellschaft, Darmstadt 1998, ISBN 3-534-14103-2. 2., durchgesehene Auflage 2007, ISBN 3-534-20460-3.
- Horaz: Leben und Werk. Heidelberg 2001, ISBN 3-8253-1255-0.
- Caesar der Geschichtsschreiber. Kommentar für Schule und Studium. Aschendorff, Münster 2003, ISBN 3-402-02166-8.
- Kleine Geschichte der antiken Komödie. Wissenschaftliche Buchgesellschaft, Darmstadt 2005, ISBN 3-534-18326-6.
- Interpretation lateinischer Texte. Ein Lehrbuch zum Selbstunterricht. Wissenschaftliche Buchgesellschaft, Darmstadt 2007, ISBN 3-534-19700-3.

Herausgeberschaft
- Seneca als Philosoph. Wissenschaftliche Buchgesellschaft, Darmstadt 1975 (Wege der Forschung; 414), ISBN 3-534-06374-0, 2., erweiterte Auflage 1987, ISBN 3-534-06374-0.
- Römische Philosophie. Wissenschaftliche Buchgesellschaft, Darmstadt 1976 (Wege der Forschung; 193), ISBN 3-534-04353-7.

- Geschichte der römischen Philosophie. Eine Einführung. Wissenschaftliche Buchgesellschaft, Darmstadt 1989, ISBN 3-534-10228-2. 2., durchgesehene und erweiterte Aufl. 1997, ISBN 3-534-13284-X. 3., durchgesehene und mit einem Epilog sowie einem bibliographischen Nachtrag versehene Auflage 2006, ISBN 3-534-19129-3.